# Корсари: Місто загублених кораблів
Корсари: Місто загублених кораблів — гра в серії ігор «Корсари», продовження «Корсари: Повернення легенди», яка була розроблена спільними силами студії Seaward.ru та компанії «Акелла» як альтернативний погляд на знамениту трилогію про піратів.
У «Місті загублених кораблів» творці «КПЛ» реалізували все те, чому унаслідок тимчасових обмежень не знайшлося місця в «Поверненні легенди».

## Основні відмінності відпопередньої гри
- З'явилися дві нові повноцінні локації — Місто загублених кораблів і золота столиця ацтеків Теночтітлан.
- Прибрана національна лінійка за Англію, але додана — Піратська, що береться або у Джекмена на Бермудах, або у капітана Гудлі в Пуерто-Принсіпі.
- Через недопрацювання анімації прибрані такі види зброї, як кастет і кігті.
- З'явилися нові квест и і нові унікальні кораблі
- Нові типи неігрових персонажів.
- Доопрацьовані руху при фехтуванні сокирами і шаблями.
- Новий герой з власною лінійкою квест ів і біографією.

## Ігровий процес
Гра починається 1 січня 1665. У двох персонажів — звичайне початок, що залишився ще від КВЛ (Корсари Повернення Легенди), а третій — Пітер Блад, англійський лікар, якому ще тільки попереду багато труднощів, перш ніж потрапити на великі території Карибського моря. З ним гра починається в одному з маєтків Англії. Він прибув туди, щоб вилікувати хворого. Йому допомагає його помічник, а пізніше і штурман — Джеремі Пітт. Після пригод в маєтку нас переносить на плантації Барбадосу, звідки ми і почнемо наш шлях в піратську кар'єру. Після пригод в місті ми захоплюємо фрегат «Сінко Льягас», і тут-то починається піратська життя. У грі в порівнянні з попередніми іграми серії змінено фехтування, деякі аспекти управління і т. д.

## Персонажі в грі

### Головні персонажі
- Дієго Еспіноса
- Ян Стейсі
- Блад — новий персонаж в грі, при виборі даного персонажа гравцеві доведеться пройти додатковий квест, створений за мотивами одній з книг Рафаеля Сабатіні.

### Квестові офіцери
- Нед Огл — одноокий артилерист, узятий безпосередньо з книги Сабатіні, з'являється з квесту за П.Блада.
- Джеремі Пітт — штурман, як і Огл узятий безпосередньо з книги Сабатіні, з'являється з квесту за П.Блада.
- Гемфрі Дуглас — мушкетер, просить головного героя відшукати двоствольний мушкетон, вкрадений невідомим піратом. Після знаходження оного погоджується йти в команду до героя.
- Джон Уоркман — один з офіцерів адмірала Чаду Каппер, але незабаром переходить на сторону головного героя, допомагаючи йому роздобути зброю і порох для корабля при втечі з міста загублених кораблів, а також допомагаючи в сутичці з адміралом.
- Даніель Шеппард — старша дочка капітана, минулого флібустьєр а, Стейтон а, за вбивство полоненого — ацтека одним з офіцерів була проклята разом зі своєю командою богом Міктлантекутлі, через що приречена вічно плавати на своєму кораблі, після зняття прокляття погоджується йти офіцером до головного героя.

### Пірати, що зустрічаються в грі
- Генрі Морган — глава «Піратського братства», чия резиденція знаходиться на споконвічно англійської колонії — острові Ямайці. Також «де моє золото Панами» Морган має вагомий вплив в самій Ямайці. Так само за деякими квестам (Французька національна лінійка та ін.) Він буває в своєму будинку в Сент-Джонса (о-в. Антигуа).
- Річард Соукінс — глава Пуерто-Принсіпі — піратського поселення на Кубі.
- Джекмен — глава піратського поселення на Бермудах.
- Едвард Менсфілд — глава Ла-Веги — піратського поселення на Еспаньйолі.
- Чад Каппер — глава Міста загублених кораблів
- Джон Морріс
- Рок Бразильяно
- Франсуа л'Олоне
- Томас Лінч
- Жак Соловей — пірат — пасхалка від розробників, що дуже нагадує знаменитого капітана корабля Чорної Перлини Джека Горобця з трилогії Пірати Карибського Моря. Зустрічається в магазині в унікальному квесті Пітера Блада — Втеча з Барбадосу, в день коли треба зібрати грошей для покупки шлюпа.
- Пірати — друзі капітана Блада, також відчувають тягости рабства на Барбадосі.

### Інші персонажі
- Капітан Стейтон — батько Даніель і Елізабет Шеппард, у грі не зустрічається, тільки згадується.
- Монтесума — привид Монтесуми II, останнього вождя ацтеків. На нього накладено прокляття, через що він не може піти в царство мертвих і змушений вічно ходити по берегах Тескоко.
- Міктлантекутлі — бог мертвих, страж Теночтітлана.
- Елізабет Шеппард — дочка Стейтона, молодша сестра Даніель Шеппард.
- Полковник Бішоп — начальник плантації на острові Барбадос, узятий безпосередньо з книги Сабатіні, з'являється з квесту за Блада ..
- Ізабелла Олеварес (до шлюбу — де Вальдес) — мешканка міста Сан-Хуан, спочатку головний герой проникає в її будинок з метою пограбувати, але після зустрічі з її чоловіком прикидається другом. Деякий час по тому ГГ закохується в Ізабеллу і після смерті її чоловіка одружитися з нею. Потім Ізабелла, дуже незадоволена піратською діяльністю і тривалою відсутністю гравця, постійно намагається витягувати гроші з нього.
- Сальватор Олеварес — чоловік Ізабелли, минулого корсар, але після захоплення галеон а з коштовностями споює команду і тікає на ялику з усім скарбом в Сан-Хуан. Одружився з Ізабеллою через гроші, намагається обманом привласнити все її майно собі, але після викриття переходить до більш жорстоких методів.
- Дон Мігель де Вальдес — брат Ізабелли Олеварес, прибув з Іспанії. У перший же вечір викриває Сальватора і забирає у нього підроблені векселі, за що і був убитий. Сальватор ж це вбивство звалить на ГГ.
- Росіта Фернандес — кузина Ізабелли Олеварес, живе в Белізі. Після весілля ГГ і Ізабелли допомагає усувати конфлікти в сім'ї.

## Спеціальне видання
Спеціальне колекційне видання «Корсари: Місто Втрачених Кораблів», випущене обмеженим тиражем в кількості 3000 штук, містить:
- DVD-диск із грою
- Диск з відеофільмом про процес створення гри
- Кольоровий буклет — детальне ігрове керівництво користувача
- Оригінальна піратська карта Міста Втрачених Кораблів, виконана на тканині
- Магічний амулет Ацтеків

## Цікаві факти
- Після захоплення «Сінко Льягас», до виходу в море, можна побачити в гавані другий «Сінко Льягас», який буде просто стояти зі спущеними вітрилами і з англійськими прапорами на щоглах.
- У грі навмисно допущена географічна і хронологічна невідповідність. Оскільки на мапі показана лише найпівденніша частина території Мексики, то, щоб зробити можливим проходження квесту «Теночтітлан», розташування столиці ацтеків було зрушено далеко на південь, і місто поміщено на територію сучасної Гватемали. Крім того, Теночтітлан виглядає все ще як індіанське місто, хоча в середині XVII століття він уже давно був перебудований іспанцями.